# フランシュ＝コンテを統治下に収められた国王陛下に捧げるソネ
『フランシュ＝コンテを統治下に収められた国王陛下に捧げるソネ』（仏語原題：  Au Roi, sur la conquête de la Franche-Comté  ）は、モリエールによるソネ。1668年3月発表。

## 内容
| フランス語原文                                            | 日本語訳                                                             |
| --------------------------------------------------------- | -------------------------------------------------------------------- |
| Ce sont faits inouïs, GRAND ROI, que tes victoires !      | 偉大な国王よ、この勝利は前代未聞の偉業です！                         |
| L'avenir aura peine à les bien concevoir ;                | 未来はこのような偉業の成立を、想像すらできなかったでしょう;          |
| Et de nos vieux héros les pompeuses histoires             | 古代の英雄たちの栄えある歴史も                                       |
| Ne nous ont point chanté ce que tu nous fais voir.        | 陛下が我々に見せてくださるような偉業を歌いませんでした。             |
| Quoi ! presque au même instant qu'on te l'a vu résoudre,  | ああ！陛下のご決断とほとんど同時に、                                 |
| Voir toute une province unie à tes États !                | ひとつの地方が丸々そっくり、陛下の国家に併合されたのです！           |
| Les rapides torrents et les vents et la foudre            | 激流も、風も、雷も、                                                 |
| Vont-ils, dans leurs effets, plus vite que ton bras ?     | 陛下の手腕と同じほどに、素早く結果を生み出すことが出来るでしょうか？ |
| N'attends pas, au retour d'un si fameux ouvrage,          | 期待なさいませんように、素晴らしい仕事を終えて帰還された陛下、       |
| Des soins de notre muse un éclatant hommage.              | 私たちの詩の女神による輝かしい賛辞を。                               |
| Cet exploit en demande, il le faut avouer ;               | これほどの偉業には、輝かしい賛辞が必要なことは認めましょう;          |
| Mais nos chansons, GRAND ROI, ne sont pas si tôt prêtes ; | ですが陛下、我々はそう簡単には詩を認めることはできないのです;        |
| Et tu mets moins de temps à faire tes conquêtes           | 陛下があまりに早く、征服をお遊ばせになるので                         |
| Qu'il n'en faut pour les bien louer.                      | 賛辞のことばを考える時間さえもありません。                           |

## 成立過程
1668年2月3日から、フランス軍はネーデルラント継承戦争において、フランシュ＝コンテ獲得に向けて軍事行動を開始、およそ2週間ほどで同地を制圧し、支配下に収めた。アーヘンの和約で一度は返還したものの、最終的にナイメーヘンの和約において、正式にフランスの領土となった。
この勝利をテーマに、コルネイユをはじめとして様々な文人が競って詩を作った。モリエールもその一人であったが、王から年金を貰っている立場の彼にとって、この勝利をたたえることは自身の腕の見せどころでもあった。この作品は1668年3月、『アンフィトリオン』とともに出版されたほか、同時期に出版された詞華集にも採録されている。1670年の『アンフィトリオン』再版の際にも、ともに付して出版されたが、この詩の存在は19世紀まで知られていなかった。この詩が初めてモリエール全集に採録されたのは、1824年のことである。